# Stortyskarna
Stortyskarna är smeknamnet på de tre ångloken SRJ 27-29 som byggdes 1920 av Henschel & Sohn i Kassel i Tyskland och var Sveriges största smalspåriga lok. Loken beställdes av Stockholm-Roslagens Järnvägar för att användas i de tunga persontågen Stockholm Ö-Rimbo-Norrtälje men efter att den banan elektrifierats fick loken andra arbetsuppgifter, ofta i järnmalmstågen mellan Dannemora och Hargshamn. Lok 27 och 29 är skrotade, men lok 28 hamnade istället hos Sveriges järnvägsmuseum. 1987 deponerades loket hos Upsala-Lenna Jernväg (Lennakatten) och 2005 övertog föreningen äganderätten av loket. SRJ 28 slutade användas reguljärt 2004. Sedan 2017 är loket under renovering och förhoppningen är att det ska gå 2025.